# Établissement pénitentiaire spécialisé pour mineurs de Lavaur
L'établissement pénitentiaire spécialisé pour mineurs de Lavaur, également connu en tant qu'établissement pénitentiaire pour mineurs de Lavaur ou EPM de Lavaur, est un établissement pénitentiaire spécialisé pour mineurs français situé dans la commune de Lavaur, dans le département français du Tarn et en région Occitanie.
L'établissement dépend du ressort de la direction interrégionale des services pénitentiaires de Toulouse. Au niveau judiciaire, l'établissement relève du tribunal judiciaire de Castres et de la cour d'appel de Toulouse.

## Histoire
La construction de l'établissement, s'inscrivant dans le cadre du « programme 13 200 », débute en octobre 2005 et s'achève en avril 2007. Les travaux sont réalisés par la société Léon Grosse selon les plans de l'architecte Adrien Fainsilber.
L'établissement est mis en service le 11 juin 2007, constituant ainsi le premier établissement pénitentiaire pour mineurs à ouvrir en France (suivi par l'EPM du Rhône),.

## Description
Situé au 575 avenue de Cocagne à Lavaur, l'établissement est l'un des trois établissements pénitentiaires du département du Tarn. Il dépend du ressort de la direction interrégionale des services pénitentiaires de Toulouse.et, au niveau judiciaire, relève du tribunal judiciaire de Castres et de la cour d'appel de Toulouse.
Construit sur un terrain de 3,36 ha, l'établissement, d'une superficie de 5 400 m2, peut accueillir 59 jeunes détenus âgés de 13 à 18 ans, filles et garçons. Il est composé de sept unités d’hébergement :
- cinq unités de dix places chacune pour les garçons,
- une unité, de quatre places pour les filles,
- une unité de six places pour les nouveaux arrivants.

Il dispose également d'un quartier disciplinaire de quatre places et est équipé d'un terrain et d'une salle de sport ainsi que d'un pôle socio-éducatif, d'un pôle santé et d'un pôle parloirs.
Une « maison des parents », destinée à accueillir les familles venant voir les détenus au parloir, a été inaugurée le 19 septembre 2008.
Au 1er février 2022, l'établissement accueillait 44 détenus (soit un taux d'occupation de 75.9 %). La majorité des jeunes détenus sont originaires de la région Occitanie, certains provenant de la région Nouvelle-Aquitaine et, plus rarement, d'autres régions. Le profil des détenus a également évolué depuis l'ouverture de l'établissement, ceux-ci étant désormais plus jeunes avec un profil plus violent.
L'établissement fonctionne en « gestion mixte déléguée », toutes les missions relatives à l'entretien de l'établissement, à la restauration ou aux prestations « d’hôtellerie » étant assurées par une société privée.

## Actions de réinsertion des détenus
Des activités sportives sont fréquemment organisées entre l'établissement et différentes fédérations sportives françaises, dans des disciplines telles que le rugby ou l'haltérophilie.

## Sociologie
Une étude réalisée en 2017 de Laurent Solini, Basson Jean-Charles chercheurs de l'Université Toulouse-III-Paul-Sabatier a étudié les pratiques sociales des détenus au sein du centre de détention notamment concernant la discipline.

## Événements notables
En 2011, un blocage de l'établissement est organisé par le personnel pénitentiaire, blocage faisant suite à une série d'incidents survenus dans l'établissement, notamment une « quasi-rébellion » des détenus,,. D'autres séries d'agressions et d'actes violents se produisent par la suite, notamment en 2013.
Plusieurs évasions ont lieu dans l'établissement depuis sa mise en service : 
- en 2010, un détenu parvient à franchir le mur d'enceinte de l'établissement en s’agrippant à une gouttière[19] ;
- en 2012, deux détenus réussissent à escalader le bâtiment, à atteindre le toit puis à s'évader en sautant du mur d'enceinte[19] ; l'un d'eux ne sera repris par les gendarmes qu'un an plus tard[20] ;
- en 2013, un détenu profite d'un chantier extérieur pour s'évader[21].

En 2017, un détenu âgé de 16 ans se suicide dans l'établissement. Cet événement est le premier du genre à survenir à l'EPM de Lavaur et le troisième dans un EPM français,. La même année, une inspection de l'établissement a été réalisée par l'inspection générale de la justice à la suite de dénonciations de violences par les mineurs mettant en cause le personnel. L'établissement connait également des actes de violence des détenus à l'encontre du personnel,.
En 2018, du fait d'une période de surpopulation et du changement de profil des détenus incarcérés dans l'établissement (mineurs non accompagnés, jeunes en procédure criminelle), l'établissement connait plusieurs incidents : détenus montant sur les toits de l'établissement, dégradation des locaux, menaces sur le personnel. L'un de ces incident nécessite notamment l'intervention des ERIS,,.
Entre novembre 2022 et décembre 2022, plusieurs actions de blocage de l'établissement sont organisés par les agents d'administration pénitentiaire et de la protection judiciaire de la jeunesse afin de dénoncer le manque d'effectif de l'établissement,.